# Fernand MP
Fernand MP, även MP Music,  född 25 januari 1998 i Kongo-Kinshasa, är en svensk musikproducent, discjockey, fotograf, regissör och före detta fotbollsspelare från Stockholm.
Han är en av låtskrivarna till låten "Controlla" som Chelsea Muco tävlade med i Melodifestivalen 2024. Han har deltagit i skrivandet av låten "Upp i luften" som kommer att delta i Melodifestivalen 2025.
Med rötter från Kongo kombinerar han influenser från sin bakgrund med moderna uttryck.

## Diskografi i urval

### Melodifestivalen
- 2017 – Mini Mello, Amina med Gold Digger
- 2023 – On my way med Panetoz
- 2024 – Controlla med Chelsea Muco
- 2025 - Upp i luften med Albin Johnsen & Pa

### EP
- HE CHANGED - 2018
- Fear / MP Music & Anais Dyall
- Frienemy -/ MP Music & Rodrigo
- Self - Remix / MP Music & NJOL
- Sugar / MP Music
- Closer / MP Music & Celéste
- Personal / MP Music & Chelsea Muco

### Singlar under pseudonymen Fernand MP
- SELF - 2017 / NJOL, Fernand MP & MP Music
- Minns - 2018 / MP Music, Caros, Fernand MP & Chelsea Muco
- Wakanda - 2019 / NZINGABOY & Fernand MP
- Story - 2021 / Chelsea Muco & Fernand MP
- ROLEX - 2022 / MP Music, Slim Prince, Fernand MP & Chelsea Muco
- KOJO - 2022 / MP Music, Fernand MP & Latoria Bassey
- Slow Motion - 2023 / Fernand MP & FUNGZ
- YOUR BODY - 2023 / Fernand MP & Alpha Marigo
- CITY - 2023 / Fernand MP & GTO

### Singlar under pseudonymen MP Music
- Sugar  - 2017 / MP Music.
- JENEVI (remix) - 2018 / MP Music, NZINGABOY, Mossblack, Chelsea Muco, Caros & Boyitch.
- Trakten - 2018 / MP Music & Chelsea Muco
- Personal - 2018 / MP Music & Chelsea Muco
- Closer - 2018 / MP Music & Celéste
- Mon Amour - 2018 / Jordan Music - står inte MP Music
- Minns - 2018 / MP Music, Caros, Fernand MP & Chelsea Muco
- 4 Augusti - 2018 / MP Music & NZINGABOY
- Bounce the Thing - 2018 / MP Musix, Mossblack & Chelsea Muco
- Vägen upp - 2018 / MP Music & NZINGABOY
- Shut Ur Mouth - 2019 / MP Music
- FOCUS - (Freestyle) - 2022 / MP Music & Chelsea Muco
- ROLEX - 2022 / MP Music, Slim Prince, Fernand MP & Chelsea Muco
- KOJO - 2022 / MP Music, Fernand MP & Latoria Bassey